# ناعور مكتسب
الناعور المكتسب من النمط أ هو اعتلال خثري نادر لكن مهدد للحياة ويتميز بأضداد ذاتية موجهة ضد عامل التخثر الثامن. تشكل هذه الأجسام المضادة أكثر المثبطات التلقائية شيوعًا لأي عامل تخثر وقد تسبب نزيفًا تلقائيًا في المرضى الذين ليس لديهم سوابق لاعتلال خثري.
معدل حدوثه هو 1.5 حالة / مليون / سنة. يكون التوزيع ثنائي النسق مع حدوث الذروة الأولى بين 20 و30 عامًا، وهو ما يتوافق بشكل أساسي مع النساء اللواتي يصبن بهذا الاضطراب في فترة ما بعد الولادة، وذروة ثانية بين 68 و80 عامًا، وهو ما يقابل غالبية المرضى، دون فوارق بين الجنسين.
تُشخص حالة طبية كامنة عند ما يصل إلى 50% من المرضى، بما في ذلك السرطان، سواء سرطان الدم أو أورام سرطانية، أمراض المناعة الذاتية مثل التهاب المفاصل الروماتويدي، متلازمة شوغرن، الفقعان الفقاعي أو تناول العقاقير خلال الحمل. ومع ذلك، يمكن أن يظهر الناعور المكتسب من النمط أ أيضًا عند كبار السن دون وجود أي عوامل خطر. 
يتراوح معدل الوفيات الإجمالي في الناعور المكتسب من النمط أ من 20% إلى 70% اعتمادًا على السلسلة، ويعزى ذلك إلى الاضطراب الكامن في حوالي 50% من الحالات، والعدوى (5-15%) ونوبات النزيف الحادة (4%). 
لا يزال سبب فقدان التحمل المناعي للأضداد الذاتية غير واضح. قد تكون هناك آليات مشاركة مختلفة، مثل تعدد الأشكال الجيني (على سبيل المثال، مستضد الكريات البيضاء البشرية، بروتين مرتبط بالخلايا اللمفاوية التائية السامة 4) و/أو الخلايا الليمفاوية التائية من نوع كتلة التمايز 4 ذاتية النشاط.

## التظاهرات السريرية
نظرًا لتنوع النمط الظاهري للنزيف في هذا الاضطراب، تتراوح الصورة السريرية من نزف مهدد للحياة ونزف رضي إلى نزف خفيف أو بدون نزف. يمكن ملاحظته في بعض الحالات بعد إجراء جراحي ولكن غالبًا ما يحدث النزف بشكل عفوي ودون محرض. نظرًا لأن المرضى الذين يعانون من الناعور المكتسب أ غالبًا ما يكونون من كبار السن، فقد تساهم الأمراض الكامنة والأدوية التي يتناولونها على التظاهرات السريرية للمرض، مثل الأدوية المضادة لتجمع الصفيحات مثلًا، وهذا قد يتطلب نهجًا علاجيًا فرديًا. غالبًا ما يصاب المرضى الذين يعانون من أعراض بأورام دموية كبيرة، وكدمات واسعة أو نزيف مخاطي حاد، بما في ذلك الرعاف ونزوف الجهاز الهضمي والبيلة الدموية. على عكس مرضى الناعور الخلقي، فإن النزف العفوي في المفاصل ليس أمرًا شائعًا. بالنسبة للنساء اللواتي تتشكل عندهن مثبطات العامل الثامن بعد الولادة، فغالبًا ما يأتين بشكوى نزوف مهبلية غير طبيعية.

## التشخيص
أي نزف حاد أو حديث عند مريض بدون سوابق نزف، خاصةً المرضى المسنين والنساء بعد الولادة، وأي تطاول غير مبرر ومعزول في زمن الترمبوبلاستين الجزئي يقترح تشخيص الناعور المكتسب من النمط أ ويحتاج إلى مزيد من التقصي. يشمل التشخيص التفريقي لتطاول زمن الترمبوبلاستين الجزئي مع زمن بروثرومبين طبيعي نقص عوامل التخثر، مانع التخثر الذئبي والعلاج بالهيبارين.
تتمثل الخطوة الأولى للتمييز بين نقص إحدى عوامل التخثر ووجود مثبط لعوامل التخثر في إجراء اختبار الخلط، إذ تُخلط بلازما المريض والبلازما الطبيعية ويُقاس زمن الترمبوبلاستين الجزئي؛ يشير تصحيح زمن الترمبوبلاستين الجزئي المطول إلى وجود نقص في إحدى العوامل بينما تشير الاستطالة المستمرة إلى وجود مثبط.
إن تطاول زمن الترمبوبلاستين الجزئي في خليط من بلازما المريض والبلازما الطبيعية بعد فترة حضانة من ساعة إلى ساعتين مقارنة بالمزيج الفوري هو أمر نموذجي للأضداد الذاتية المضادة لعامل التخثر الثامن، إذ أن مثبطات عامل التخثر الثامن تعتمد على الوقت ودرجة الحرارة.
يتأكد التشخيص من خلال التحديد اللاحق لمستويات عامل التخثر الثامن المنخفضة مع دليل على التحييد النشط للعامل (يُعاير ذلك من خلال معايرة بيثيسدا أو تعديل نيميغن).